# Спортист Своге
«Спортист» — болгарский футбольный клуб, из города Своге, выступающий в высшем дивизионе чемпионата страны. Клуб основан в 1924 году, домашние матчи проводит на стадионе «Чавдар Цветков», вмещающем 3 500 зрителей. На профессиональном уровне команда выступает с сезона 2007-08, впервые в высшем дивизионе клуб играет с сезона 2009-10.

## Известные футболисты
- Данаил Бачков
- Диян Дончев